# 모리 마사코 (정치인)

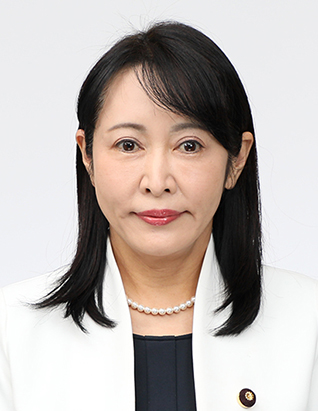
모리 마사코

모리 마사코(일본어: 森まさこ, 1964년 8월 22일 ~ )는 일본의 정치인이다. 본명은 미요시 마사코(三好雅子).
1992년 사법고시에 합격하여 변호사로 일했다. 2007년부터 자민당 소속으로 후쿠시마현 선거구에서 참의원 의원에 3회 당선되었다. 제2차 아베 신조 내각에서 내각부 특명담당대신의 직책을 맡았다. 제4차 아베 신조 내각 (제2차 개조)에서 102대 법무대신으로 부임했다.

## 같이 보기
- 호소다파